# Championnat international d'escrime 1932
Navigation
Édition précédente Édition suivante
La dixième édition du Championnat international d'escrime en 1932 s'est déroulé à Copenhague au Danemark. En raison des Jeux olympiques de Los Angeles, seule l'épreuve de fleuret féminin par équipe (qui n'est pas au programme olympique) se tient. 

## Résultats
| Épreuves                               | Or                                                                                              | Argent                                                                                              | Bronze                                                                           |
| -------------------------------------- | ----------------------------------------------------------------------------------------------- | --------------------------------------------------------------------------------------------------- | -------------------------------------------------------------------------------- |
| Fleuret                                |                                                                                                 | |                                                                                  |
| Femmes par équipes résultats détaillés | Danemark- Ulla Barding - Aase Holgersen - Inger Klingt - Gerda Munck - Grete Olsen - Mitzi With | Autriche- Grete Friedmann - Elisabeth Grasser - Ellen Preis - Frieda von Gregurich - Fritzi Wenisch | Allemagne- Roething Lindinger - Tilly Merz - Erna Sondheim - Rotraud von Wachter |

## Tableau des médailles
| Rang  | Nation    | Or | Argent | Bronze | Total |
| ----- | --------- | -- | ------ | ------ | ----- |
| 1     | Danemark  | 1  | 0      | 0      | 1     |
| 2     | Autriche  | 0  | 1      | 0      | 1     |
| 3     | Allemagne | 0  | 0      | 1      | 1     |
| TOTAL | TOTAL     | 1  | 1      | 1      | 3     |